# The Journal of Risk Model Validation
The Journal of Risk Model Validation ist eine englischsprachige Fachzeitschrift.
Die Zeitschrift erscheint seit 2007 und wird seitdem vom Steve Satchell herausgegeben.
Sie gehört zu einer Gruppe mehrerer wissenschaftlicher Zeitschriften, den sogenannten Risk Journals, die im Umfeld des eher anwendungsorientierten Risk Magazine entstanden sind.
In der Finanzwirtschaft werden ökonomisch-statistische Modelle zur Risikomessung und -steuerung eingesetzt. Die Zeitschrift veröffentlicht Forschungsarbeiten zur Implementierung und Validierung solcher Modelle. Dazu gehören Methoden, die in diesem Bereich als back-testing und stress-testing bekannt sind.